# Fabian Lau
Fabian Lau (* 9. Juni 1962 in Heidelberg) ist ein deutscher Satiriker, Liedtexter, Autor und Musiker.

## Leben
Fabian Lau zog nach der Grundschulzeit nach Darmstadt und besuchte dort das Ludwig-Georgs-Gymnasium. Nach ersten Textveröffentlichungen Ende der 70er Jahre beim Fischer Verlag lernte er bei Häns’che Weiss Jazzgitarre und tingelte mit eigenem Ensemble „Le Swing“ bis Mitte der 80er Jahre durch ganz Europa.  
Seit 1993 arbeitet Fabian Lau als Satiriker, Textdichter und freier Autor. Seitdem tourt er mit eigenen Texten und Chansons durch Deutschland, Österreich und die Schweiz. Von 1995 bis 2004 moderierte er für den WDR eigene Kabarettsendungen, u. a. mit Hanns-Dieter Hüsch, Harald Schmidt und Wladimir Kaminer. Seit 1997 gehört Fabian Lau der Celler Schule an.
Fabian Lau ist seit 2009 zum zweiten Mal verheiratet. Aus seiner ersten Ehe gingen ein Sohn und eine Tochter hervor. Er ist seit 2010 hauptberuflich als Krankenpfleger tätig und lebt mit seiner zweiten Ehefrau in Malchen.

## Auszeichnungen
- Hessischer Satirelöwe
- Neuer Westfälischer Kulturpreis

## Publikationen
- Willkommen auf der Intensivstation (CD, 1993)
- Schöne Lieder, live (CD, 1996)
- Kühnste Träume (CD 1999)
- Ich bremse auch für Künstler (CD, 2002)
- Gesammelte Vorspiele, (Hörbuch Teil 1 + 2 2005)
- Gesammelte Vorspiele (Buch, 2006)
- Ansichten eines Besserwissers (Buch, 2007)
- Ich bleib dann mal hier (Buch, 2008)